# Golden Globe for bedste film - musical eller komedie
Golden Globe for bedste film – musical eller komedie (engelsk: Golden Globe Award for Best Motion Picture – Musical or Comedy) er en filmpris under Golden Globe Awards, der er blevet uddelt årligt siden 1952 af Hollywood Foreign Press Association (HFPA).

## Kriterier
Film, der kan komme i betragtning til prise skal have en længde på mindste 70 minutter, være vist i åben visning for publikum i mindst syv dag i "stor-Los Angeles" og være vist for medlemmerne af HFPA. Filmens visning i kommerciel sammenhæng skal være sket i kalenderåret inden prisuddelingen og visning for HFPA medlemmerne må være sket inden for en uge efter premieren.
Ved fastlæggelsen af kategorien er en "musical" defineret som "en komedie eller et drama, hvori sange benyttes i tillæg til talt dialog for at bidrage til filmens handling" Derudover skal filmens primære sprog være engelsk.

## Prismodtagere

### 2020'erne
| År   | Film | Instruktør                       | Producer |
| ---- | --- | -------------------------------- | --- |
| 2020 | Borat Subsequent Moviefilm: Delivery of Prodigious Bribe to American Regime for Make Benefit Once Glorious Nation of Kazakhstan | Jason Woliner                    | Sacha Baron Cohen, Monica Levinson, Anthony Hines                                                                                    |
| 2020 | Hamilton | Thomas Kail                      | Thomas Kail, Lin-Manuel Miranda, Jeffrey Seller                                                                                      |
| 2020 | Music | Sia Furler                       | Sia, Vincent Landay |
| 2020 | Palm Springs | Max Barbakow                     | Chris Parker, Andy Samberg, Akiva Schaffer, Dylan Sellers, Becky Sloviter, Jorma Taccone                                             |
| 2020 | The Prom | Ryan Murphy                      | Ryan Murphy, Alexis Martin Woodall, Adam Anders, Dori Berenstein, Bill Damaschke                                                     |
| 2021 | West Side Story | Steven Spielberg                 | Steven Spielberg, Kristie Macosko Krieger, Kevin McCollum                                                                            |
| 2021 | Cyrano | Joe Wright                       | Tim Bevan, Eric Fellner, Guy Heeley                                                                                                  |
| 2021 | Don't Look Up | Adam McKay                       | Adam McKay, Kevin Messick |
| 2021 | Licorice Pizza | Paul Thomas Anderson             | Sara Murphy, Adam Somner, Paul Thomas Anderson                                                                                       |
| 2021 | tick, tick... BOOM! | Lin-Manuel Miranda               | Brian Grazer, Ron Howard, Julie Oh, Lin-Manuel Miranda                                                                               |
| 2022 | The Banshees of Inisherin | Martin McDonagh                  | Graham Broadbent, Peter Czernin, Martin McDonagh                                                                                     |
| 2022 | Babylon | Damien Chazelle                  | Marc Platt, Matthew Plouffe, Olivia Hamilton                                                                                         |
| 2022 | Everything Everywhere All at Once                                                                                               | Daniel Kwan and Daniel Scheinert | Anthony Russo, Joe Russo, Mike Larocca, Daniel Kwan, Daniel Scheinert, Jonathan Wang                                                 |
| 2022 | Glass Onion: A Knives Out Mystery                                                                                               | Rian Johnson                     | Ram Bergman, Rian Johnson |
| 2022 | Triangle of Sadness | Ruben Östlund                    | Erik Hemmendorff, Philippe Bober |
| 2023 | Air | Ben Affleck                      | David Ellison, Jesse Sisgold, Jon Weinbach, Ben Affleck, Matt Damon, Madison Ainley, Jeff Robinov, Peter Guber, Jason Michael Berman |
| 2023 | American Fiction | Cord Jefferson                   | Ben LeClair, Nikos Karamigios, Cord Jefferson, Jermaine Johnson                                                                      |
| 2023 | Barbie | Greta Gerwig                     | Margot Robbie, Robbie Brenner, Tom Ackerley, David Heyman                                                                            |
| 2023 | The Holdovers | Alexander Payne                  | Mark Johnson, Bill Block, David Hemingson                                                                                            |
| 2023 | May December | Todd Haynes                      | Natalie Portman, Sophie Mas, Christine Vachon, Pamela Koffler, Grant S. Johnson, Tyler W. Konney, Jessica Elbaum, Will Ferrell       |
| 2023 | Poor Things | Yorgos Lanthimos                 | Emma Stone, Ed Guiney, Yorgos Lanthimos, Andrew Lowe                                                                                 |

### 2010'erne
- 2019 - Once Upon a time in Hollywood
- 2018 - Green Book
- 2017 - Get Out
- 2016 - La La Land
- 2015 – The Grand Budapest Hotel
- 2014 – American Hustle
- 2013 – Les Misérables
- 2012 – The Artist
- 2011 – The Kids Are All Right
- 2010 – Tømmermænd i Vegas

### 2000'erne
- 2009 – Vicky Christina Barcelona
- 2008 – Sweeney Todd
- 2007 – Dreamgirls
- 2006 – Walk the Line
- 2005 – Sideways
- 2004 – Lost in Translation
- 2003 – Chicago
- 2002 – Moulin Rouge!
- 2001 – Almost Famous
- 2000 – Toy Story 2

### 1990'erne
- 1999 – Shakespeare in Love
- 1998 – Det bli'r ikke bedre
- 1997 – Evita
- 1996 – Babe - den kække gris
- 1995 – Løvernes Konge
- 1994 – Mrs. Doubtfire
- 1993 – The Player
- 1992 – Skønheden og udyret
- 1991 – Green Card
- 1990 – Driving Miss Daisy

### 1980'erne
- 1989 – Working Girl
- 1988 – Hope and Glory
- 1987 – Hannah og hendes søstre
- 1986 – Prizzi's Honor
- 1985 – Nu går den vilde skattejagt
- 1984 – Yentl
- 1983 – Tootsie
- 1982 – Arthur
- 1981 – Coal Miner's Daughter
- 1980 – Breaking Away

### 1970'erne
- 1979 – Himlen må vente
- 1978 – The Goodbye Girl
- 1977 – A Star Is Born
- 1976 – The Sunshine Boys
- 1975 – The Longest Yard
- 1974 – Sidste nat med kliken
- 1973 – Cabaret
- 1972 – Spillemand på en tagryg
- 1971 – MASH
- 1970 – The Secret of Santa Vittoria

### 1960'erne
- 1969 – Oliver!
- 1968 – The Graduate
- 1967 – The Russians Are Coming, The Russians Are Coming
- 1966 – The Sound of Music
- 1965 – My Fair Lady
- 1964 – Tom Jones
- 1963 – That Touch of Mink og The Music Man
- 1962 – A Majority of One og West Side Story
- 1961 – The Apartment og Song Without End
- 1960 – Ingen er fuldkommen og Porgy and Bess

### 1950'erne
- 1959 – Gigi
- 1958 – Mine piger fra Paris
- 1957 – The King and I
- 1956 – Guys and Dolls
- 1955 – Carmen Jones
- 1954 – Ingen pris uddelt
- 1953 – With a Song in My Heart
- 1952 – An American in Paris